# Münsterdorf
Münsterdorf er en by og kommune i det nordlige Tyskland, beliggende i Amt Breitenburg under Kreis Steinburg. Kreis Steinburg ligger i den sydvestlige del af delstaten Slesvig-Holsten.

## Geografi
Münsterdorf ligger omkring to kilometer syd for Itzehoe ved floden Stör på Münsterdorfer Geestinsel. I nærheden løber Bundesstraßen 5 og 77, samt motorvejen A23.